# デイヴィッド・ラヴァリング

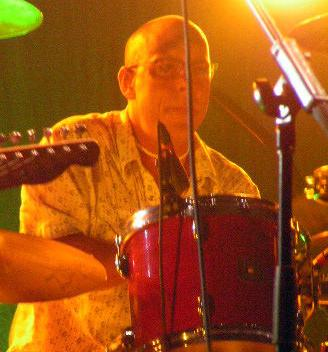

デイヴィッド・ラヴァリング（David Lovering, 1961年12月6日 - ）は、アメリカ合衆国のミュージシャンおよび奇術師。オルタナティブ・ロックバンドピクシーズのドラマーとして著名。マサチューセッツ州ボストン生まれ。
1993年にピクシーズが解散するとザ・マルティニス、クラッカー、ニッツァー・エブ、タニヤ・ドネリーなどのドラマーとして活動した。The Scientific Phenomenalistとしてマジシャンの活動も行った。2004年にピクシーズが復活した際にドラマーとしてバンドに戻った。